# Rallye transibérique
Le Rallye transibérique était une course de rallye-raid (cross-country) organisée par l'Automóvel Club de Portugal (ACP) sous les auspices de la FIA et ayant été comptabilisée pour la Coupe du monde des rallyes tout-terrain.

## Histoire
Les diverses formulations de cette épreuve ont été présentes lors des déroulements des calendriers de coupes du monde (Baja, puis des rallyes tout-terrains) sous trois appellations successives différentes: la Baja Portugal 1000 de 1988 à 2005, Il Rally Vodafone Transibérico de 2005 à 2009, et enfin Il Rally TT Vodafone Estoril-Portimão-Marrakech en 2010.
En 2005 la Baja et le Vodafone se déroulèrent successivement sur le territoire portugais, le Vodafone de durée plus longue permettant la traversée de pays proches.
Depuis 2011 le Portugal organise uniquement la Baja Portalegre 500 dans le cadre de la coupe du monde.

## Palmarès (autos)

### La Baja Portugal 1000 (1988-2005)
(3 jours)
| Année | Équipages vainqueurs                                                    | Voitures                           |
| ----- | ----------------------------------------------------------------------- | ---------------------------------- |
| 1988  | João Vassalo / Manuel Morais                                            | Umm Alter Turbo                    |
| 1989  | Raoul Raymondis / Franck Daffos                                         | Range Rover Rr 200                 |
| 1990  | Raoul Raymondis / Laurent Jaurigne                                      | Range Rover Rr 200                 |
| 1991  | Salvador Servià / Jaime Puig                                            | Lada Samara                        |
| 1992  | Jean-Louis Schlesser                                                    | Schlesser Original                 |
| 1993  | Pierre Lartigue / Michel Périn                                          | Citroën ZX Rally- Raid             |
| 1994  | Pierre Lartigue / Michel Périn                                          | Citroën ZX Rally- Raid             |
| 1995  | Ari Vatanen / Fabrizia Pons                                             | Citroën ZX Baja                    |
| 1996  | Pierre Lartigue / Michel Périn                                          | Citroën ZX Baja                    |
| 1997  | Ari Vatanen / Fred Gallagher                                            | Citroën ZX Baja                    |
| 1998  | Philippe Wambergue / Jean-Paul Cottret                                  | Toyota Land Cruiser                |
| 1999  | Carlos Sousa / João Luz                                                 | Mitsubishi Strakar                 |
| 2000  | Jean-Louis Schlesser / Richard Micoud                                   | Buggy Jean-Louis Schlesser-Renault |
| 2001  | Carlos Sousa / Victor Jesus                                             | Mitsubishi Strakar                 |
| 2002  | Carlos Sousa / Victor Jesus                                             | Mitsubishi Strakar                 |
| 2003  | Carlos Sousa / Henri Magne                                              | Mitsubishi Strakar                 |
| 2004  | Carlos Sousa / Henri Magne                                              | Mitsubishi Pajero Evo              |
| 2005  | Marc Blázquez (champion du monde Baja la même année) / Ignacio Salvador | Nissan Pick Up                     |

### Le Rallye-raid (Vodafone) transibérique (2005-2009)
(6 jours, entre Portugal et Espagne, puis entre Portugal et Maroc)
| Année | Équipages vainqueurs                    | Voitures              |
| ----- | --------------------------------------- | --------------------- |
| 2005  | Filipe Campos / Jaime Batista           | Nissan Pick Up Navara |
| 2006  | Giniel de Villiers / Dirk von Zitzewitz | Vokswagen Touareg Ii  |
| 2007  | Carlos Sainz / Michel Périn             | Vokswagen Touareg Ii  |
| 2008  | Luc Alphand / Gilles Picard             | Mitsubishi Pajero     |
| 2009  | Guerlain Chicherit / Tina Thörner       | BMW X3 X-Raid         |

### Le rallye-raid (Vodafone) Estoril-Portimão-Marrakech (2010)
(8 jours)
| Année | Équipage vainqueur                | Voiture         |
| ----- | --------------------------------- | --------------- |
| 2010  | Leonid Novitskiy / Andreas Schulz | BMW X3CC X-Raid |

(épreuve non reconduite depuis 2011 par l’Automóvel Club de Portugal (président Carlos Barbosa))